# Shelby Wilson
Shelby Wilson (Oklahoma, Estados Unidos, 4 de julio de 1937) es un deportista estadounidense retirado especialista en lucha libre olímpica donde llegó a ser campeón olímpico en Roma 1960.

## Carrera deportiva
En los Juegos Olímpicos de 1960 celebrados en Roma ganó la medalla de oro en lucha libre olímpica estilo peso ligero, por delante del luchador soviético Vladimir Synyavsky (plata) y del búlgaro Enyu Valchev (bronce).